# Caracul

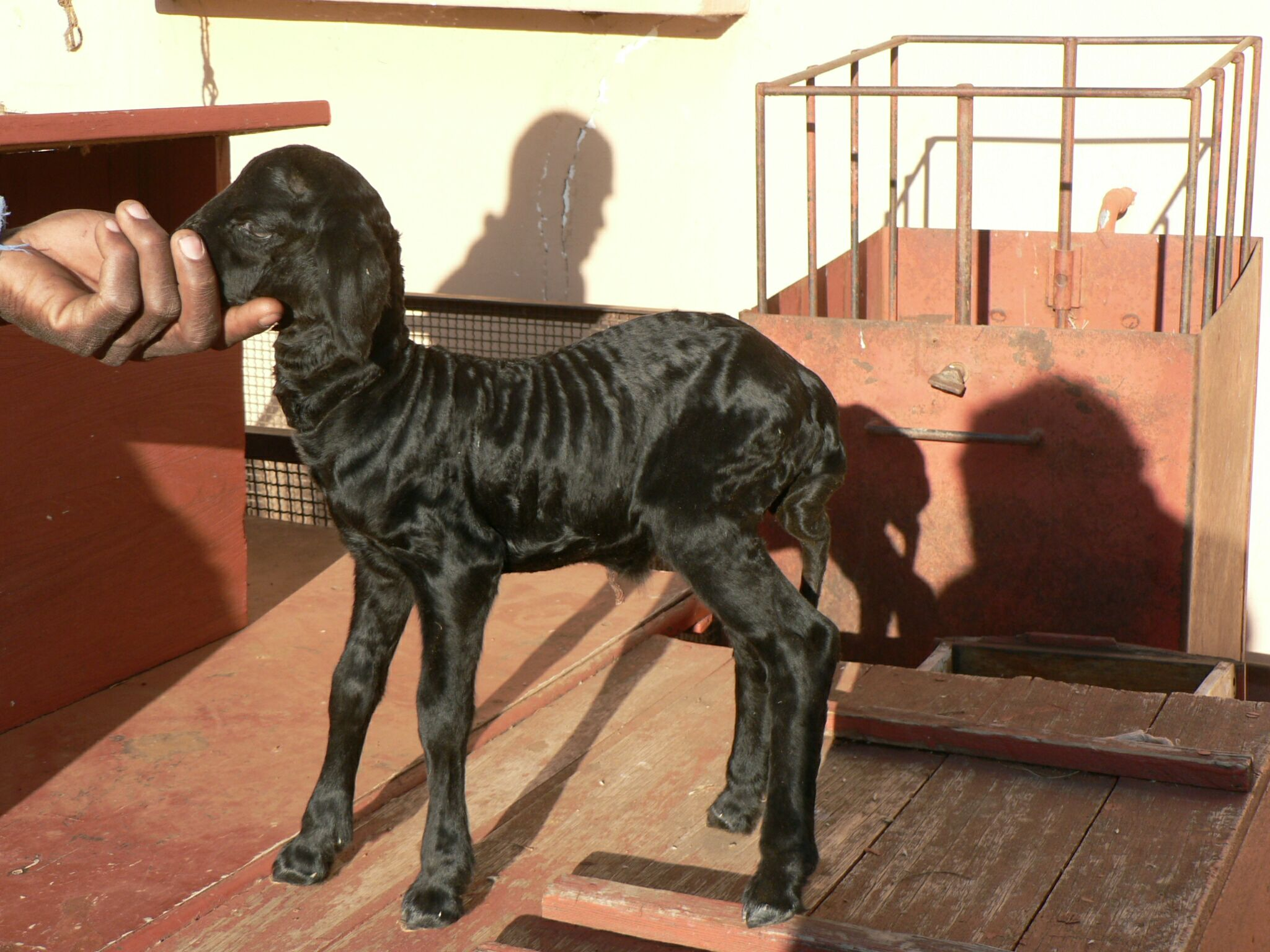
Cordeiro da raça caracul

Caracul ou caraculo  é uma raça de ovinos originária da Ásia Central, caracterizados pelo seu tosão ondulado e longo. Há algumas evidências arqueológicas que apontam a origem da raça, já em 1400 a.C..
Trata-se de uma raça bem adaptada a condições desérticas extremas. Esta raça é criada na Namíbia, para onde foi levada pelos primeiros colonizadores alemães. É muito apreciada pela qualidade da sua lã, além da carne e do leite que produz.
Até o final do século XIX, a pele do cordeiro caracul recém-nascido ou nado-morto, denominada "astracã" (designação alusiva ao topónimo Astrakhan) era muito apreciada, sendo usada para a confecção de gorros e casacos.

## Etimologia
O nome caracul ou caraculo terá entrado para o português pelo francês «caracul», já alusivo à raça de carneiro. Em última análise, porém, o nome terá chegado ao francês por alusão à cidade uzebeque Caracul.